# Tatiana Averina
Tatiana Averina (n. 25 iunie 1950, Gorki, RSFS Rusă, URSS – d. 22 august 2001, Moscova, Rusia) a fost o sportivă sovietică, medaliată olimpică. A participat la 2 ediții ale Jocurilor Olimpice (1976, 1980) în care a câștigat două medalii de aur și două medalii de bronz.